# هيلدر كريستوفاو
هيلدر كريستوفاو (مواليد 21 مارس 1971) هو لاعب كرة قدم برتغالي معتزل، كان يلعب في مركز المدافع وحالياً مدرب سبق له أن درب أندية الحزم والاتفاق.

## روابط خارجية
- هيلدر كريستوفاو على موقع الاتحاد الدولي (مؤرشف)  (الإنجليزية)
- هيلدر كريستوفاو على موقع الاتحاد الأوربي (الإنجليزية)
- هيلدر كريستوفاو على موقع قاعدة بيانات كرة القدم.إي يو (الإنجليزية)
- هيلدر كريستوفاو على موقع ناشيونال فوتبول تيمز (الإنجليزية)
- هيلدر كريستوفاو على موقع Soccerbase.com (لاعب) (الإنجليزية)
- هيلدر كريستوفاو على موقع Soccerway.com (الإنجليزية)
- هيلدر كريستوفاو على موقع عالم كرة القدم.نت (الإنجليزية)